# 维勒马勒伊
维勒马勒伊（法語：Villemareuil，法語發音：[vilmaʁœj] ⓘ）是法国塞纳-马恩省的一个市镇，属于莫城区。

## 地理
维勒马勒伊（48°55'18"N, 2°58'24"E）面积10.67 平方千米，位于法国法蘭西島大區塞纳-马恩省，该省份为法国北部内陆省份，北起瓦兹省，西接埃松省、马恩河谷省、塞纳-圣但尼省和瓦兹河谷省，南至卢瓦雷省，东南接约讷省，东临马恩省和奥布省，东北接埃纳省。
与维勒马勒伊接壤的市镇（或旧市镇、城区）包括：布蒂尼、菲布莱讷、拉欧特迈松、蒙索莱莫、皮埃尔勒韦、圣菲亚克、圣让莱德瑞莫、特里尔波、沃库尔图瓦。

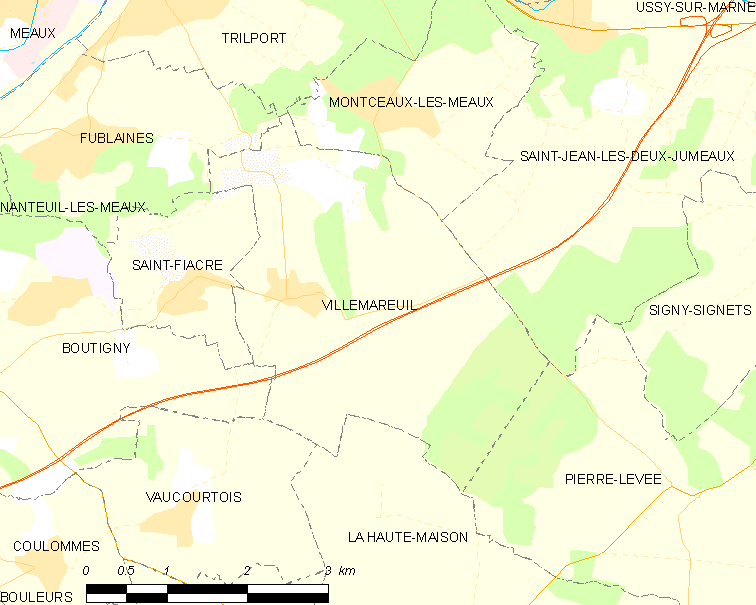
维勒马勒伊的OSM定位图

维勒马勒伊的时区为UTC+01:00、UTC+02:00（夏令时）。

## 行政
维勒马勒伊的邮政编码为77470，INSEE市镇编码为77505。

## 政治
维勒马勒伊所属的省级选区为塞里斯县。

## 人口

1962-2008年间维勒马勒伊人口变化图示

维勒马勒伊于2022年1月1日时的人口数量为383人。